# Whiplash
 For alternative betydninger, se Whiplash (flertydig). (Se også artikler, som begynder med Whiplash)
|  | Whiplash er også et band, se Whiplash (band) |
Whiplash (Dansk: Piskesmæld) er et trash metal nummer skrevet af Metallica som også blev udgivet som single. Whiplash blev første gang udgivet på Kill 'em all i 1983. Senere har der været udgivet demooptagelser fra før.
Til sangen Whiplash er der udgivet en officiel 12 tommer vinyl-single der er meget svær at få fat på sammenlignet med bl.a. Jump In The Fire 12" singlen.